# Карлштайн-ам-Майн
Карлштайн-ам-Майн (нем. Karlstein am Main) — община в Германии, в земле Бавария. 
Подчиняется административному округу Нижняя Франкония. Входит в состав района Ашаффенбург.  Население составляет 8045 человек (на 31 декабря 2010 года). Занимает площадь 12,68 км2.
Община подразделяется на 2 сельских округа.
В военной истории община Карлштайн-ам-Майн стала известна благодаря сражению произошедшему близ этого населённого пункта 27 июня 1743 года в ходе войны за австрийское наследство.

## Население
По оценке на 31 декабря 2015 года население общины Карлштайн-ам-Майн составляет 7968 чел. 

| Дата      | 1840 | 1871 | 1900 | 1925 | 1939 | 1950 | 1961 | 1970 | 1987 | 2011 |
| --------- | ---- | ---- | ---- | ---- | ---- | ---- | ---- | ---- | ---- | ---- |
| Население | 1000 | 1192 | 1598 | 2853 | 3343 | 4707 | 5488 | 6644 | 7056 | 8038 |

| Год       | 1960 | 1970 | 1980 | 1990 | 2000 | 2009 | 2010 | 2011 | 2012 | 2013 | 2014 | 2015 |
| --------- | ---- | ---- | ---- | ---- | ---- | ---- | ---- | ---- | ---- | ---- | ---- | ---- |
| Население | 5404 | 6705 | 6898 | 7435 | 8168 | 8120 | 8045 | 7941 | 7942 | 7905 | 7956 | 7968 |